# U.S. Route 191
La U.S. Route 191 (US 191) est une US Route auxiliaire de la US 91 se trouvant dans l'ouest des États-Unis. La route présente deux segments, séparés par le Parc national de Yellowstone. Le segment sud débute à Douglas, Arizona, à la frontière mexicaine, et parcourt 1 102 miles (1 773 km) jusqu'à la limite sud du Parc national dans le Wyoming, en passant par l'Utah. Le segment nord débute dans la partie nord du Parc national et parcourt 442 miles (711 km) jusqu'à Loring, Montana, à la frontière canado-américaine. Des routes non-numérotées dans le Parc national relient les deux segments.
La route a été établie en 1926 et son tracé a largement changé avec les années. La US 191 actuelle n'a rien à voir avec la US 191 d'alors, essentiellement en Idaho. C'est en 1981 que le tracé actuel a été remis à la US 191. Avec les prolongements des années 1980 et 1990, la US 191 est bien plus longue que sa route-mère, la US 91, lesquelles ne se rencontrent même pas. La US 191 est l'une des plus longues routes auxiliaires du réseau.

## Description du tracé
|       | mi       | km       |
| ----- | -------- | -------- |
| AZ    | 516,50   | 831,23   |
| UT    | 404,74   | 651,37   |
| WY    | 181,14   | 291,52   |
| MT    | 442,16   | 711,59   |
| Total | 1 544,54 | 2 485,70 |

### Arizona

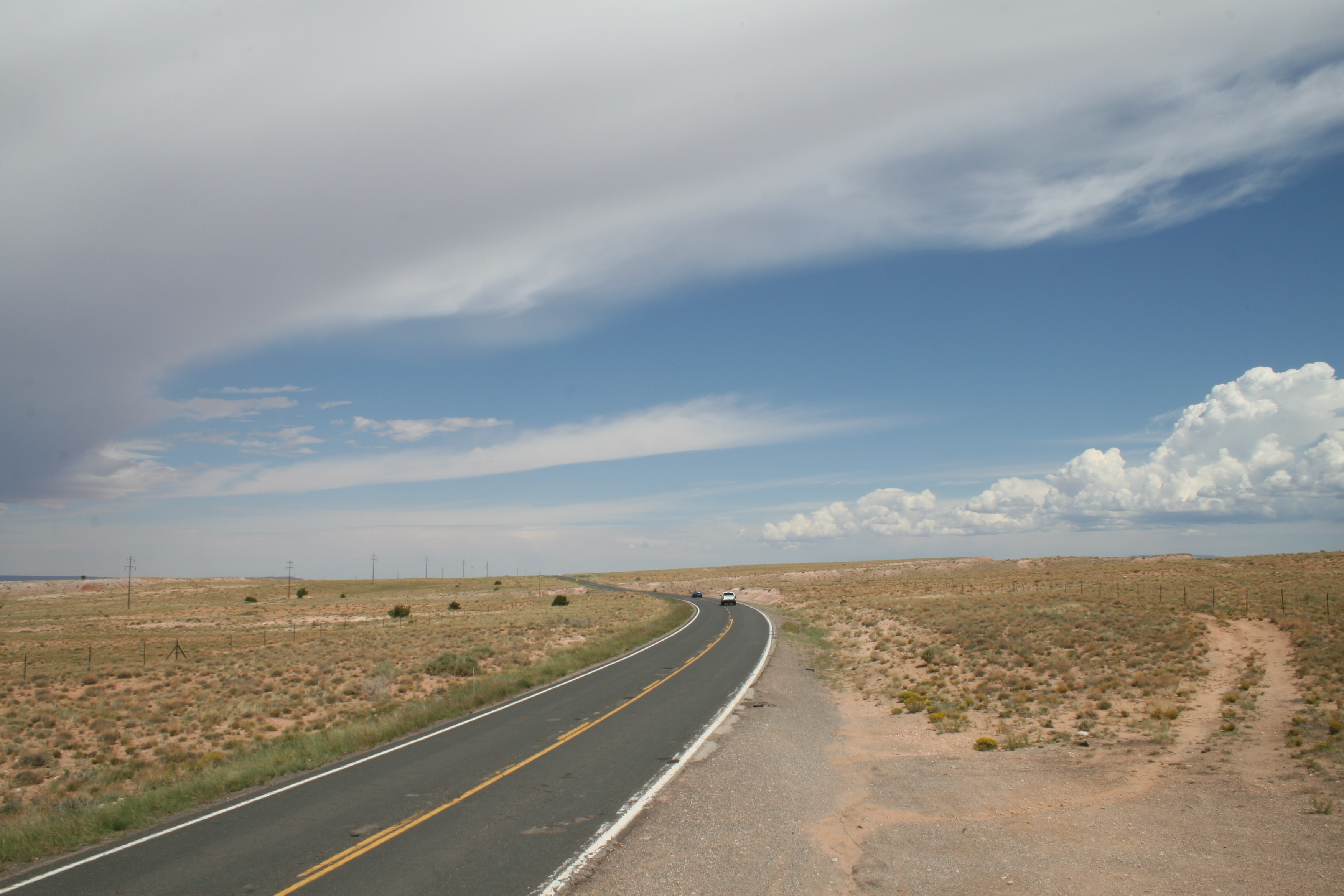
US 191 à Beautiful Valley, Arizona

La US 191 débute à Douglas à la jonction avec la SR 80, l'ancienne US 80. Elle se dirige vers l'ouest puis le nord jusqu'à Cochise, à la rencontre de l'I-10. Sur son trajet, elle passe par McNeal et Sunsites. L'I-10 et la US 191 forment un multiplex vers le nord-est jusqu'à l'ouest de Bowie, où la US 191 reprend la direction nord. Elle passe par Artesia, Swift Trail Junction et Safford, où elle rencontre la US 70 et forme un multiplex avec celle-ci vers l'est. Le multiplex prend fin à l'est de San Jose et la US 191 se dirige vers le nord-est jusqu'à Three Way. Là, elle bifurque vers le nord-ouest et traverse une région montagneuse. Elle passe par Clifton et Morenci avant d'entrer dans la Forêt nationale d'Apache. Elle atteint Alpine, plusieurs miles au nord et entame un multiplex avec la US 180 vers le nord jusqu'à Saint Johns, via Springerville. Après Saint Johns, la US 191 continue vers le nord jusqu'à Sanders où elle rencontre l'I-40. Les routes forment un multiplex vers l'ouest sur une courte distance, jusqu'à Chambers. La US 191 continue ensuite vers le nord en passant par Ganado, Burnside, Round Rock et Mexican Water. C'est finalement au nord-ouest de Red Mesa, en plein Nation Navajo, que la route atteint la frontière de l'Utah.

### Utah

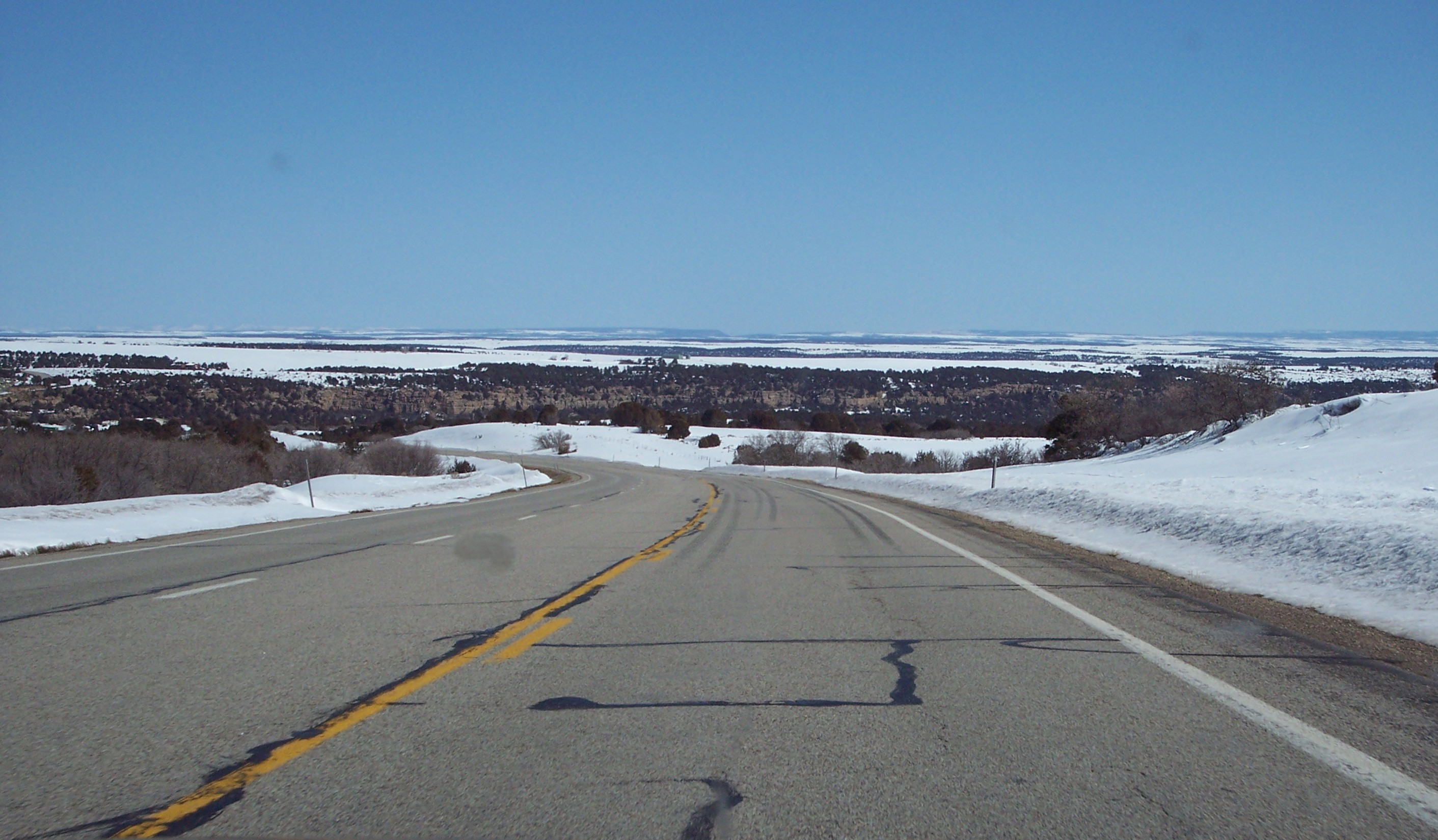
US 191 au nord de Blanding, Utah

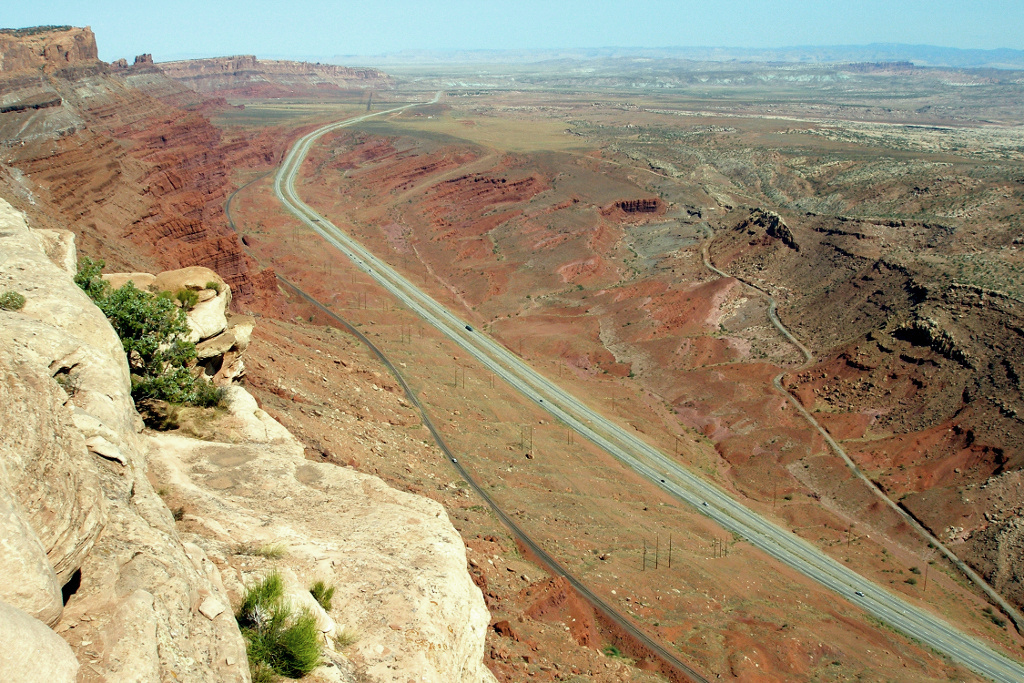
Vue depuis Gold Bar Rim près de Moab (ancien segment visible le long du canyon)

La US 191 entre en Utah au sud de Bluff. Elle passe par Bluff, White Mesa, Monticello, Spanish Valley, Moab et Crescent Junction, où elle rejoint l'I-70 / US 6 / US 50 en multiplex vers l'ouest. Près de Green River, la US 6 / US 191 quittent l'autoroute et se dirigent vers le nord-ouest. La route passe par Woodside, Wellington, Price et Helper, après quoi les routes se séparent. La US 191 se dirige vers le nord en traversant une étendue désertique jusqu'à Duchesne. Là, elle rejoint la US 40 vers le nord-est jusqu'à Vernal, en passant par Bridgeland et Roosevelt. À Vernal, la route reprend la direction du nord jusqu'à Red Canyon et Dutch John, où elle atteint la frontière du Wyoming.

### Wyoming
La US 191 entre au Wyoming au sud de Rock Springs. Elle traverse une zone désertique jusqu'à ce qu'elle arrive aux environs de Rock Springs. Elle rejoint l'I-80 / US 30 jusqu'à Rock Springs et se poursuit vers le nord-ouest. Elle passe par Farson, Boulder et Pinedale avant de rencontrer la US 189 à Daniel. Les routes forment un multiplex jusqu'à Jackson. Dans la Forêt nationale de Bridger-Teton, la US 189 / US 191 rencontre la US 26 / US 89. Les routes demeurent en multiplex jusqu'à Jackson, où la US 189 prend fin, puis, jusqu'à Moran pour la US 26 et jusqu'à l'intérieur du Parc national de Yellowstone pour la US 89. Dans le Parc national de Yellowstone, la US 89 / US 191 rencontre la US 14 / US 16 / US 20. La US 20 rejoint le tracé alors que les deux autres prennent fin. Toutes ces routes ne sont cependant pas indiquées dans le Parc. Lorsque la US 89 et la US 191 se séparent, cette dernière se dirige vers l'ouest jusqu'à la frontière du Montana.

### Montana
La US 191 entre au Montana à l'est de West Yellowstone et atteint rapidement la ville. Le multiplex avec la US 20 prend fin et la US 191 se dirige vers le nord. Elle atteint Four Corners et bifurque vers l'est jusqu'à Bozeman, où elle rejoint l'I-90 en multiplex vers l'est. Le multiplex prend fin à Big Timber et la US 191 reprend la direction nord. Elle passe par Harlowton et Moore, où elle débute un multiplex avec la US 87. Ce multiplex est particulier puisque la US 87 va en direction sud sur le même tracé que la US 191 nord. À Lewistown, le multiplex prend fin et la US 191 poursuit vers le nord-est. Elle passe par Dy Junction, Malta et Loring avant de se terminer à la frontière canadienne, à la jonction de la Hwy 4 en Saskatchewan.

## Intersections majeures
Segment sud
Arizona
 SR 80 / Historic US 80 à Douglas
 I-10 près de Cochise. Les routes forment un multiplex jusqu'au nord-est de Willcox.
 US 70 à Safford. Les routes forment un multiplex jusqu'à San Jose.
 US 180 à Alpine. Les routes forment un multiplex jusqu'à Saint Johns.
 US 60 à Springerville. Les routes forment un multiplex dans la ville.
 I-40 à Sanders. Les routes forment un multiplex jusqu'à Chambers.
 US 160 près de Mexican Water. Les routes forment un multiplex jusqu'au sud-est de Mexican Water.
Utah
 US 163 à Bluff
 US 491 à Monticello
 I-70 / US 6 / US 50 près de Thompson Springs. L'I-70 / US 50 / US 191 forment un multiplex jusqu'à l'ouest de Green River. La US 6 / US 191 forment un multiplex jusqu'au nord de Helper.
 US 40 à Duchesne. Les routes forment un multiplex jusqu'à Vernal.
Wyoming
 I-80 / US 30 à Purple Sage. Les routes forment un multiplex jusqu'à Rock Springs.
 US 189 près de Daniel. Les routes forment un multiplex jusqu'à Jackson.
 US 26 / US 89 à Hoback Junction. La US 26 / US 191 forment un multiplex jusqu'à Moran. La US 89 / US 191 forment un multiplex jusqu'à l'entrée sud du Parc national de Yellowstone.
 US 287 à Moran. Les routes forment un multiplex jusqu'à l'entrée sud du Parc national de Yellowstone.
Segment du Parc national de Yellowstone (désignation non-officielle)
 US 89 en multiplex depuis l'entrée sud du parc jusqu'au nord de West Thumb.
 US 287 en multiplex depuis l'entrée sud du parc jusqu'à l'entrée ouest du parc.
 US 14 / US 16 / US 20 à West Thumb. La US 20 / US 191 forment un multiplex jusqu'à l'entrée ouest du parc.
Segment nord
Montana
 US 20 / US 287 à l'entrée ouest du Parc national de Yellowstone. La US 20 / US 191 forment un multiplex jusqu'à West Yellowstone. La US 191 / US 287 forment un multiplex jusqu'au nord de West Yellowstone.
 I-90 à Bozeman. Les routes forment un multiplex jusqu'au sud-ouest de Big Timber.
 US 89 à Livingston. Les routes forment un multiplex jusqu'au nord-est de Livingston.
 US 12 à Harlowton. Les routes forment un multiplex jusqu'à l'est de Harlowton.
 US 87 près de Moore. Les routes forment un multiplex jusqu'à Lewistown.
 US 2 à Malta. Les routes forment un multiplex dans la ville.
 Hwy 4 à la frontière canado-américaine près de Loring